# 小林けんいち
小林 けんいち（こばやし けんいち、1972年9月19日 - ）は、日本の俳優である。長野県出身。ハイレグタワー所属。旧芸名の小林 健一から2020年9月に改名。
劇団「動物電気」の看板俳優である。

## 人物
- 愛称はコバケン。
- 舞台上でよく褌姿になっている。

## 出演

### 舞台
動物電気出演舞台
- 第2回公演「動物電気の国語・算数・理科・社会」（1993年）
- 「That's the boy」、「動物電気IN JAPAN」（1994年）
- 「怪物電気」、「はじめてのおつかい」（1995年）
- 「闘将！動物電気」、「動物の暗黒面」（1996年）
- 特別公演「国岡」、「メキシコ燃える」、「天国はどこだ」（1997年）
- 「動物電気立志編」、プロレタリアート演劇「人、人にパンチ」（1998年）
- 福祉劇「キックで癒す」、郷土史劇「チョップが如く」（1999年）
- 「NOは投げ飛ばす」、まちかど青春群像「ああ、大地に頭から」（2000年）
- 地方自治劇「運べ 重い物を北へ」、細腕繁盛記「女傑おパンチさん」（2001年）
- 「えらいひとのはなし キック先生」、番外公演・ANIMAL JESUS「虎はまねくよ」、「人、人にパンチ」（2002年）
- 「集まれ！夏野菜」、「オールとんかつ」（2003年）
- 「わんぱくカルシウム」（2004年）
- 「寝太郎の新作カレー」、「おばけやら花火やら武将やら」（2005年）
- 「豆ざむらい」、「三女の食欲」（2006年）
- 「先輩へのあこがれ」（2007年）
- 「進め！！観光バス」、「びっくり校長先生」（2008年）
- 「さっぱり親子丼」（2010年）
- 「タッパー！男の器」（2011年）
- PLAY PARK 2012〜日本短編舞台フェス〜 （2012年）
- 「愛一輪 バカの花」（2025年）[3]

その他の出演舞台
- ×2.5プロデュース「ハンサム1998」（1998年）
- ミステリアス信州ツアー（1998年）
- 猫のホテル「二枚目考察」「ゲバ」（1999年）
- ×2.5プロデュース「サムスペ」（1999年）
- 猫のホテル「スナック!!」「苦労人」（2000年）
- 東京タンバリン「WOOD」（2000年）
- ×2.5プロデュース「男ざかり華ざかり」「お笑い新人大富豪」（2000年)
- 阿佐ヶ谷スパイダース「イヌの日」（作・演出 長塚圭史)（2000年）
- お笑い新人大富豪（2001年）
- 猫のホテル「イメチェン」（2001年）
- 東京タンバリン「最後の夏休み」（2001年）
- 猫のホテル「キャノンボール・ハイ」（2002年）
- カムカムミニキーナ「エメラルド」（2002年）
- 猫のホテル「起きてる者はいないのか！」「新春！座長まつり」（2003年）
- 猫のホテル「座長祭り2004」（2004年）
- シリーウォークプロデュース「フリドニア〜フリドニア日記＃1」（2004年）
- Theatre劇団子「君とボク」（2006年）
- ジェットラグ・プレゼンツ「困惑」(作・演出 政岡泰志)（2006年）
- 「陥人〜どぽんど〜」(作・演出 松村武)（2006年）
- 劇団宝船「坩堝（るつぼ）」（2006年）
- G-up produce「アリスの愛はどこにある」(演出 板垣恭一)（2007年）
- ネルケプランニングproduce「ケンコー全裸系水泳部 ウミショー」(脚本・演出 政岡泰志)（2007年）
- ジェットラグプレゼンツ「呪い」(脚本 徳井義実　演出 福原充則)（2007年）
- 「燻し銀河」(作・演出 松村武)（2008年）
- マリア・マグダレーナ来日公演「マグダラなマリア〜マリアさんのMad (Apple)Tea Party」（2008年） - コバーケン 役
- 劇団鹿殺し「ベルゼブブ兄弟」（2009年）
- パルコプロデュース「斎藤幸子」(作 鈴木聡　演出 河原雅彦　出演斉藤由貴、きたろう)（2009年）
- マリア・マグダレーナ再来日公演「マグダラなマリア」〜マリアさんは二度くらい死ぬ！オリエンタルサンシャイン急行殺人事件〜（2009年） - コバーケン 役
- マリア・マグダレーナ来日公演「マグダラなマリア」〜マリアさんの夢は夜とかに開く！魔愚堕裸屋、ついに開店〜（2010年） - コバーケン 役
- 「溺れる金魚」(脚本・演出 坂上忍)（2010年）
- 「新春戦国鍋祭〜近付きすぎると斬られちゃうよ〜」（2011年） - 佐久間盛政 役
- パルコ・プロデュース「ぼっちゃま」(作 鈴木聡　演出 河原雅彦　出演 稲垣吾郎、白石加代子)（2011年）
- マリア・マグダレーナ来日公演『マグダラなマリア』〜魔愚堕裸屋・恋のカラ騒ぎ〜（2011年） - コバーケン 役
- 「大江戸鍋祭〜あんまりはしゃぎ過ぎると討たれちゃうよ〜」（2011年） - 東山天皇 役
- MEN'S NA-TION project 第1弾『誇らしげだが、空。』(脚本 古川貴義　演出 葛木英)（2012年）
- 『We Love 兄さん！！』 〜ボクらの兄さん、イケてなくない？〜(作・演出 村上大樹)（2012年）
- 「桜の森の満開の下」(作 坂口安吾　脚本 ほさかよう　演出 北澤秀人)（2012年）
- 東京ハートブレイカーズ「グレイテストヒッツ+」（2012年）
- 「マクロス ザ・ミュージカルチャー」（2012年） - セルジュ・コーバン＝グラス役
- マリア・マグダレーナ来日公演「マグダラなマリア」〜ワインとタンゴと男と女とワイン〜（2012年） - コバーケン 役
- ドリームジャンボ宝ぶね 〜けっしてお咎め下さいますな〜（2013年） - 妖怪油すまし 役
- ラッパ屋30周年記念 第40回公演『ダチョウ課長の幸福とサバイバル』（2013年）
- 歳末明治座 る・フェア 〜年末だよ！みんな集合！！〜（2013年） - 北条政子 役
- LAUSU第1回公演「青年Kの矜持」（2014年）
- 犬夜叉（2017年）
- ミュージカル「監獄学園」PRISON SCHOOL（2018年） - 理事長 役
- カジャラ「#3 働けど働けど」（2018年）
- カジャラ「#4 怪獣たちの宴」（2019年）
- 舞台 あの日見た花の名前を僕達はまだ知らない。（2022年） - 宿海篤 役[4]
- 閃光ばなし（2022年） - 加古一郎 役[5][6][7]
- キレイをつなぐ物語（2025年公演予定）[8]

### テレビドラマ
- ナイトホスピタル〜病気は眠らない〜 第1話（2002年、日本テレビ）
- 東京ラブ・シネマ 第3話（2003年、フジテレビ）
- 新選組! 第6話（2004年、NHK） - 神田橋直助 役
- ほーむめーかー（2004年、TBS）
- ケータイ刑事 銭形泪 第18話（2004年、BS-i）
- RUN AWAY GIRL 流れる女 第5・6話（2005年、BSフジ）
- 牙狼〈GARO〉 第23・24話（2006年、テレビ東京系列） - バラゴ 役
- てるてるあした 第7話（2006年、テレビ朝日）
- きらきら研修医 第5話（2007年、TBS） - 加山徹 役
- 新宿スワン 第4話（2007年、テレビ朝日） - 荒星 役
- オトコの子育て（2007年、ANN） - 田島孝司 役
- ハリ系 第12話（2007年、日本テレビ）
- オトコマエ! 第5話（2008年、NHK）
- 瞳 第132・132・134話（2008年、NHK）
- 咲くやこの花 第4話（2010年、NHK）
- 警部補 矢部謙三　第3話（2010年、テレビ朝日）
- ゲゲゲの女房 第92・93話（2010年、NHK）
- MM9-MONSTER MAGNITUDE- 第13話（2010年、MBSテレビ）
- 13歳のハローワーク 第3話（2012年、テレビ朝日） - 迫田医師 役
- まほろ駅前番外地 第2話（2013年、テレビ東京） - 玉さん 役
- 相棒 season13 第2話（2014年、テレビ朝日） - 中居太（緑川学園いじめ問題当事者）役
- ドS刑事 第1話（2015年4月11日、日本テレビ） - 青山真一郎 役
- ウルトラマンオメガ 第7話（2025年8月16日、テレビ東京） - オオカミ君 役

### 映画
- 東京マリーゴールド（2001年）
- 近未来蟹工船レプリカント・ジョー（2003年）
- 交渉人 真下正義 （2005年） - 八重洲線司令員 役
- 日本沈没（2006年） - 自衛隊員 役
- ハチミツとクローバー（2006年） - 若旦那 役
- NANA2（2006年） - レポーター重田 役
- 幽霊VS宇宙人　略奪愛（2008年）
- 隠し砦の三悪人 THE LAST PRINCESS（2008年）
- グーグーだって猫である（2008年）
- ハッピーフライト（2008年）
- 七瀬ふたたび（2010年）
- シン・ゴジラ（2016年）[9]

### ライブ
- マグダライブ!!（2012年6月） - コバーケン 役
- DA2-DANZIN アジアツアーファイナルトーキョーイン 「ハーン！！ボクタチハキョウモ“ダッチグイ”ダヨ！」LIVE（2013年10月） - MC、ミスターハーン、ジャッキー・チェン、高須克弥 役

### バラエティ
- 演劇人は、夜な夜な、下北の街で呑み明かす…第5夜（2016年8月前後編、BSスカパー!）